# Mycoblastus fucatus
Mycoblastus fucatus är en lavart som först beskrevs av Stirt., och fick sitt nu gällande namn av Alexander Zahlbruckner. Mycoblastus fucatus ingår i släktet Mycoblastus och familjen Mycoblastaceae.  Arten är reproducerande i Sverige. Inga underarter finns listade i Catalogue of Life.